# Prinzhöfte
Prinzhöfte er en kommune med knap 700 indbyggere (2013), beliggende i Samtgemeinde Harpstedt, i den østlige del af Landkreis Oldenburg, i den tyske delstat Niedersachsen.

## Geografi
Floden Delme løber gennem kommunen, og i den sydlige del ligger det fredede (Naturschutzgebiet) Wunderburger Moor. Bundesautobahn 1 går gennem kommunen, mellem tilkørslerne Wildeshausen/Nord og Groß Ippener.

### Inddeling
I kommunen ligger ud over Prinzhöfte, landsbyerne og bebyggelserne:
- Hölscher Holz
- Horstedt
- Klein Henstedt
- Schulenberg
- Simmerhausen
- Stiftenhöfte
- Wunderburg

og midt i lokalområdet Hengsterholz, i kommunen Ganderkesee ligger en eksklave der hører til Horstedt.